# Luke Fagan
Luke Fagan (* 1656 in Licbla; † 11. November 1733) war ein irischer römisch-katholischer Geistlicher, Bischof von Meath und Erzbischof von Dublin.

## Leben
Er empfing 1680 die Priesterweihe durch den Bischof von Meath James Cusack.
Luke Fagan wurde am 15. September 1713 zum Bischof von Meath berufen. Am 18. Februar 1714 spendete ihm Ambrose MacDermott OP, der Bischof von Elphin, die Bischofsweihe; Mitkonsekrator war Hugh MacDermot, Bischof von Achonry.
Am 14. September 1729 wurde er zum Erzbischof von Dublin gewählt, er trat das Amt mit päpstlicher Bestätigung am 24. September 1729 an.
Während seiner Amtszeit weihte er einige Priester aus den Niederlanden, darunter den späteren altkatholischen Erzbischof von Utrecht, Petrus Johannes Meindaerts.